# Rien van Wijk
Rien van Wijk (Amsterdam, 30 december 1939 – 23 september 2024) was een Nederlandse regisseur en producer, die vooral bekendheid geniet als 'vader' van Toppop.

## Voor de AVRO
Rien van Wijk doorliep de filmacademie in Amsterdam, en werkte gedurende enige tijd als cameraman voor de animatiestudio van Joop Geesink. Eind jaren 60 trad hij in dienst van de AVRO, waarvoor hij als cameraman en later als regisseur jongerenprogramma's als Doebidoe maakte. Muziek was een essentieel bestanddeel van deze programma's.

## Toppop
Eind jaren 60 stelde Van Wijk aan de AVRO voor om een wekelijks terugkerend programma, in het geheel gewijd aan popmuziek, te gaan maken. De AVRO stemde in, en in 1970 startte Toppop op de Nederlandse tv, het eerste wekelijkse amusementsprogramma ooit in Nederland. Het programma werd een groot succes, mede dankzij de door Van Wijk aangestelde, tot dan toe onbekende presentator Ad Visser, en door Van Wijks herkenbare stijl waarin hij gebruikmaakte van de meest innovatieve optische effecten en beeldtechnieken, in combinatie met opvallende decors. TopPop bleef tot en met 1988 op de buis, maar Van Wijk verliet de AVRO, en daarmee ook Toppop, in 1980. 
Zijn afscheid was een historische toer met een paars beschilderde Toppop-trein die door heel Nederland reed, en waarbij diverse bekende artiesten optraden op stations en in de trein zelf.
Van Wijk heeft de eerste 250 afleveringen van Toppop gemaakt en vele bekende buitenlandse artiesten voor live-optredens naar de Nederlandse Toppop-studio gebracht, onder wie Queen en David Bowie.
Ad Visser noemde Van Wijk achteraf "niets minder dan de Winston Churchill van AVRO's Toppop".

## Bij de TROS
In 1980 trad Van Wijk in dienst bij de TROS. Hij werd regisseur van een aantal succesprogramma's, zoals de Showbizzquiz met Ron Brandsteder, Op Volle Toeren met Chiel Montagne, en programma's met Linda de Mol, André van Duin en De Mounties. Tevens lanceerde hij het muziekprogramma "Popformule 1" met presentator Erik de Zwart en een nog piepjonge Linda de Mol. Naast muziek en entertainment begaf Van Wijk zich ook op andere paden; hij was een pionier in het op televisie brengen van mode, onder andere in programma's als Mode en Muziek en het langlopende, elk seizoen terugkerende veelbekeken programma TROS Modemagazine.
Van Wijk regisseerde verder enkele jaren het internationale Diamond Awards Festival, dat jaarlijks in het Sportpaleis te Antwerpen werd opgenomen. Dit door Linda de Mol gepresenteerde programma werd wereldwijd uitgezonden, en bevatte optredens van enkele van de meest bekende artiesten uit die tijd (onder wie Duran Duran, Level 42, the Bangles, Cliff Richard, Tina Turner en Lisa Stansfield) en van oude toppers als de Four Tops. Het op de Diamond Awards door Van Wijk vastgelegde optreden van Roy Orbison's "You Got It" werd tot videoclip gebombardeerd toen Orbison kort na het optreden overleed.
Het door Van Wijk geregisseerde en door Ralph Inbar bedachte en gepresenteerde programma TV Masqué won in 1992 een Gouden Roos op het televisiefestival in Montreux.
Begin jaren 1990 ging Van Wijk met pensioen, en hij overleed in september 2024 op 84-jarige leeftijd.

## Invloed van Rien van Wijk
Rien van Wijk is van grote invloed geweest op de ontwikkeling van muziek op de Nederlandse televisie. 
Verder heeft zijn kenmerkende, experimentele stijl met het gebruik van veel beeldeffecten veel navolging gevonden; tot dan toe was televisiemaken in Nederland vooral een kwestie van 'registreren' zonder franje.
Toppop werd door lezers van Televizier begin deze eeuw gekozen als het beste televisieprogramma van de 20e eeuw.
Tot slot heeft Van Wijk de carrière van veel Nederlandse artiesten een impuls gegeven.